# Чедеризация
Чедеризация е процес на бърза млечнокисела ферментация (втасване) в процеса на производство на група сирена и най-вече на кашкавала.
При този процес в сирената настъпват следните промени:
- намножаване на млечнокиселите микроорганизми, които разграждат млечната захар до млечна киселина.
- млечната киселина повишава общата киселинност на суроватката и сиренината и понижава рН до 5,2 – 5,4.
- млечната киселина извлича калция от калциевия параказеинат и се получава монокалциев параказеинат. Той е мек и пластичен и позволява лесното формиране на продукта.